# Navire semi-submersible

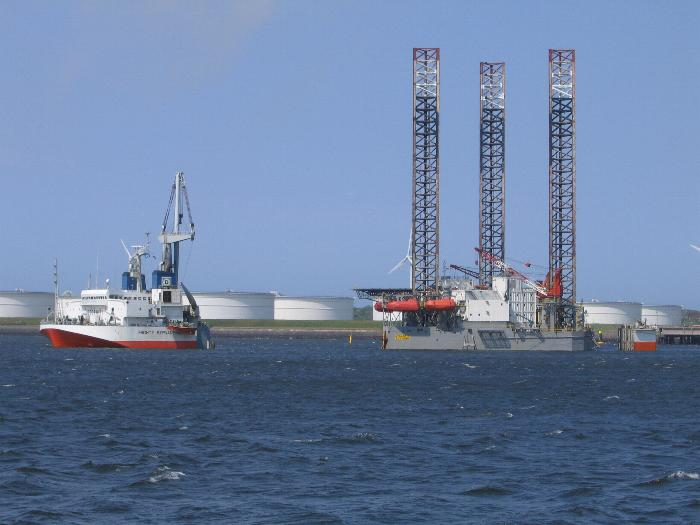
Le Mighty Servant 3 chargeant une plate-forme pétrolière à Rotterdam.

Un navire semi-submersible est un navire transporteur de colis lourds qui a la particularité de pouvoir remplir d'immenses ballasts afin de s'enfoncer dans l'eau, et ainsi charger sa cargaison en se glissant en dessous. Ces navires sont particulièrement adaptés au transport d'objets volumineux comme les plates-formes pétrolières ou d'autres navires. Leur version militaire est le navire de guerre semi-submersible.

## Histoire

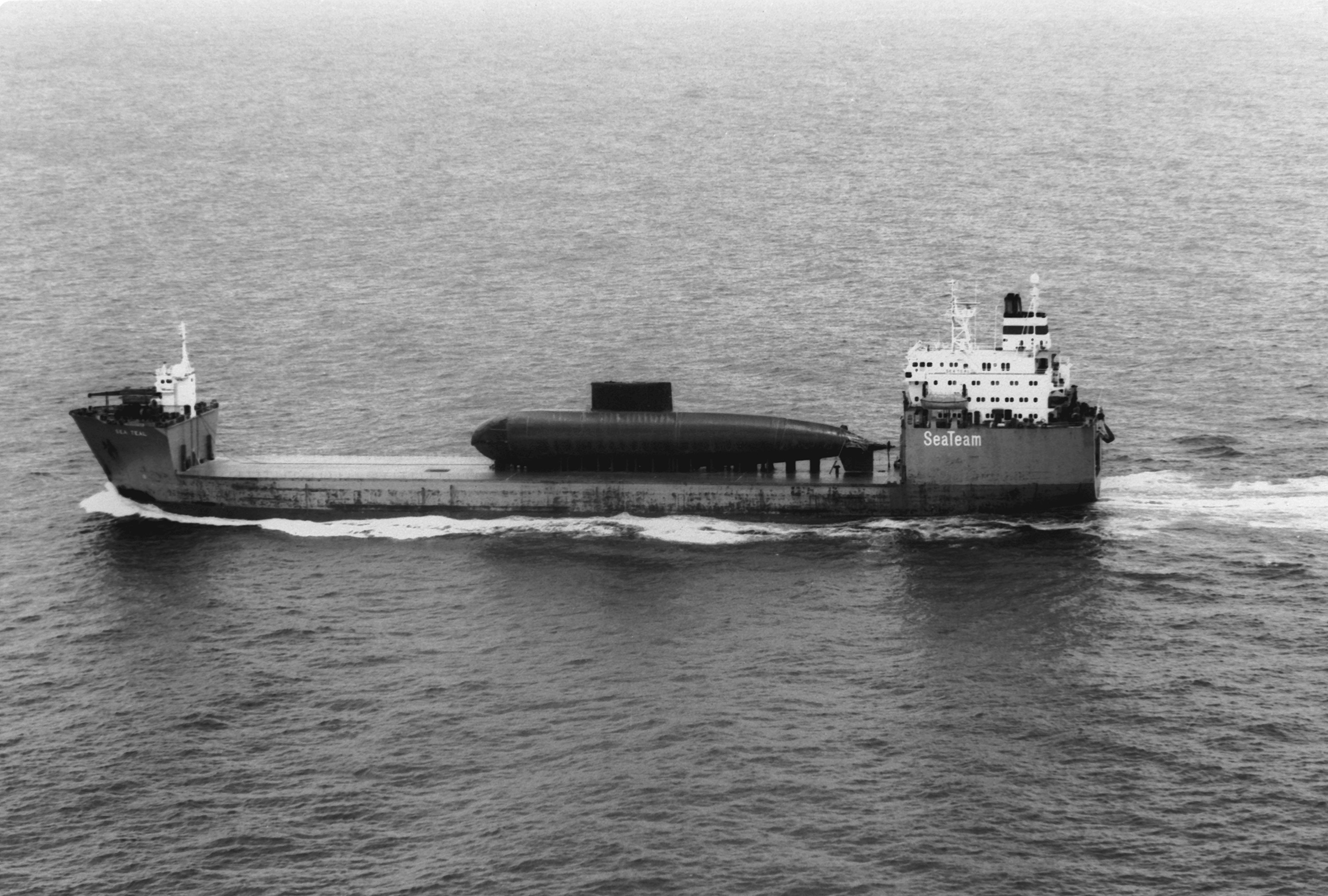
Le SS Sea Teal transportant un sous-marin chinois de classe Kilo en 1995.

Historiquement, les plates-formes pétrolières et autres cargaisons flottantes étaient remorquées jusqu'à leur destination par plusieurs remorqueurs de haute mer. La vitesse de croisière était lente (quelques nœuds), la plate-forme était très exposée aux vagues, l'éventuelle rupture de la remorque compliquait les opérations et nécessitait, sinon la présence d'équipage sur la plate-forme, du moins une bonne accessibilité par hélicoptère ou par embarcation.
En 1973, le premier « remorquage à sec » eut lieu : une plate-forme de forage fut remorquée au-dessus d'une barge submergée et échouée ; la barge fut ensuite déballastée pour soulever la plate-forme hors de l'eau. Cependant, la barge devait encore être remorquée et le cordage la reliant au remorqueur était le maillon faible de ce système.
En 1979, le premier navire combinant un pont conçu pour soulever de fortes charges, un système de ballasts adapté et un système de propulsion le rendant indépendant vit le jour, le Super Servant 1. Sa vitesse de croisière était le double de celui d'un système barge et remorqueur, et sa maniabilité était bien supérieure. Son succès immédiat ouvrit la voie à d'autres navires du même type. Ainsi, les navires de la classe Swan arrivèrent en 1981, les Mighty Servant en 1983. Le Transshelf arriva en 1987. Cette même année, deux pétroliers furent convertis en semi-submersibles, le Ferncarrier et le Sibig Adventure.
En 1999, les sister-ships Black Marlin et Blue Marlin furent livrés ; deux sister-ships de plus petite taille, le Tai An Kou et le Khang Sheng Kou arrivèrent en 2003. Toujours en 2003, le Blue Marlin fut rénové et agrandi, ce qui a fait de lui le navire transporteur de colis lourds à plus forte capacité, avec un port en lourd de 76 061 tonnes, jusqu'à la construction du Dockwise Vanguard en 2012.

## Opération

### Utilisation

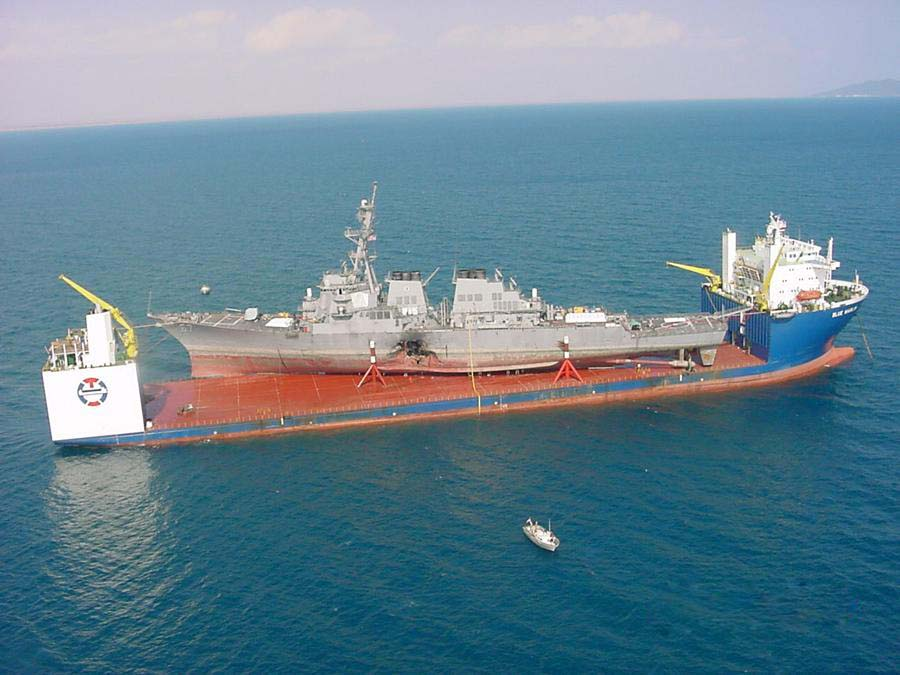
Le Blue Marlin (avant son agrandissement) transportant l’ endommagé en 2000.

Leur principale utilisation est le transport de lourdes cargaisons, chargées en les faisant flotter au-dessus du navire submergé (technique appelée float on - float off). D'autres modes de chargement peuvent être utilisés, notamment par roulement (Ro-Ro). Les cargaisons typiques incluent des structures flottantes (plates-formes de forage ou d'extraction pétrolières, cales sèches flottantes, navires de guerre, yachts) ou non (grues, composants d'éoliennes, sections de ponts, structures industrielles voire usines entières).
Ces navires ont pour principal avantage leur polyvalence ; ils sont parfois engagés pour des missions inhabituelles, tel le Ferncarrier loué par l'US Navy en 1985 ou le Super Servant 1 reconverti en chargeur de roches en 1994. Les transports inhabituels leur valent souvent une grande médiatisation, par exemple le transport du destroyer américain USS Cole à bord du Blue Marlin.
Selon les armateurs et les marchés disponibles, ces navires peuvent aussi utiliser leurs cales pour transporter des marchandises solides (conteneurs) ou liquides dans les citernes.

### Armateurs
L'armateur principal, opérant la plupart des semi-submersibles ainsi que les plus puissants, est le néerlandais Dockwise, suivi par le chinois Coscol ; peu d'autres armateurs possèdent de tels navires étant donné le haut niveau de spécialisation requis. D'autres compagnies opèrent en tandem avec les semi-submersibles, notamment pour le sauvetage comme Smit ou l'exploitation pétrolière.

## Architecture
Ces navires sont reconnaissables à leur grand pont sans obstruction, leur superstructure tout à l'avant, leur grande largeur qui leur donne parfois un aspect « pataud », et les réserves de flottabilité à l'arrière (contrairement aux transporteurs à pont ouvert, non submersibles). Ces réserves permettent de maintenir le navire à plat lors de la submersion et donc d'avoir un contact uniforme avec la cargaison lors de la remontée. De larges ballasts sont placés dans la coque, permettant d'abaisser le navire jusqu'à ce qu'il y ait assez d'eau au-dessus du pont, typiquement une dizaine de mètres (16 m pour le Blue Marlin).
L'apparence générale est unique pour chaque navire (en incluant ses sister-ships), mais on peut distinguer deux grandes catégories : les navires à pont ouvert, où la superstructure se situe à l'avant et la cargaison à l'arrière, et les navires en forme de pétroliers (tanker-shaped ships), où la cargaison se trouve à l'avant tandis que la superstructure et les machines se retrouvent à l'arrière. La plupart des semi-submersibles appartiennent à la première catégorie, la deuxième comprend un pétrolier converti (l’American Cormorant) et quatre transporteurs combinés colis lourds et pétrole raffiné (le Swan, le Tern, le Swift et le Teal) ; ces derniers disposent d'une passerelle secondaire à l'avant utilisée lorsque la cargaison obstrue la vue depuis la passerelle principale.
Leur longueur varie de 130 mètres (Super Servant 3) à 225 mètres (American Cormorant) ; leur largeur varie de 32 mètres (taille Panamax, pour les Super Servant) à 63 mètres (Blue Marlin) ; le tirant d'eau de 6,3 à 10,8 mètres en route, 14,5 à 29,3 mètres en submersion. Le port en lourd va de 14 100 tonnes à 76 000 tonnes, et la puissance propulsive de 7 à 18 MW.

### Forme de coque

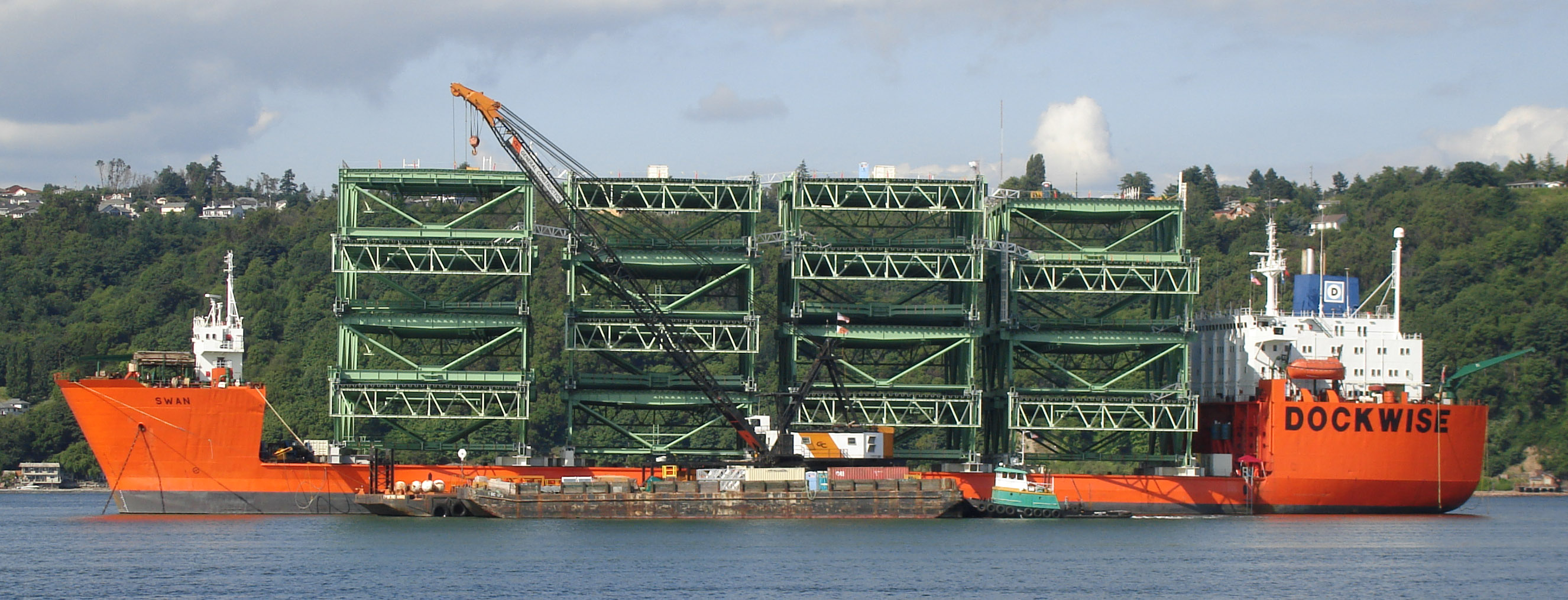
Le Swan et sa forme d'ancien pétrolier, avec une passerelle à l'avant.

Trois formes différentes peuvent être trouvées : la forme « barge », la forme « conventionnelle » et une forme mixte. Les Super Servant et le Transshelf ont une forme de barge, large et peu profonde (le rapport largeur sur creux va de 3,3 à 3,8) ; leur proue est conventionnelle et la poupe est incurvée pour laisser assez de place aux propulseurs. Les Marlin ont une forme similaire mais avec un bulbe d'étrave et une poupe conventionnelle avec une seule hélice de grand diamètre. La forme conventionnelle s'applique surtout pour les pétroliers reconvertis ; cette forme leur confère une meilleure efficacité mécanique en route grâce à leur grande hélice, mais rend le ballastage obligatoire lors d'un voyage léger pour qu'elle soit bien immergée.
Les Mighty Servant ont une coque spéciale tulipée afin d'ajuster finement la stabilité : une plus grande immersion accroît la largeur au niveau de la flottaison et donc une stabilité accrue ; cette méthode limite toutefois le port en lourd. Lorsque le Mighty Servant 1 a été agrandi en 1998, la structure additionnelle a rendu la forme générale plus carrée. Les Kou ont une coque plus en forme, avec une largeur s'accroissant progressivement.

### Propulsion
La propulsion est typiquement assurée par une ou deux hélices à pas contrôlable en tuyères, entraînées par des moteurs Diesel deux-temps ; la manœuvrabilité est renforcée par deux propulseurs d'étrave, voire par un propulseur d'appoint rétractable comme sur le Blue Marlin. Le Tai An Kou et le Khang Sheng Kou font exception avec une propulsion Diesel-électrique et deux pods orientables.
L'accès à la salle des machines, quand elle se trouve à l'arrière, se fait par un tunnel au-dessus de la quille ou par un tuyau de large diamètre suspendu sous un pont pour les Marlin, dont les extrémités sont fermées par des portes étanches, fermées pendant la submersion. La salle des machines est le plus souvent contrôlée à distance pendant le voyage. Le tunnel permet aussi d'accéder aux valves des ballasts en cas d'opération manuelle.

### Réserves de flottabilité arrière

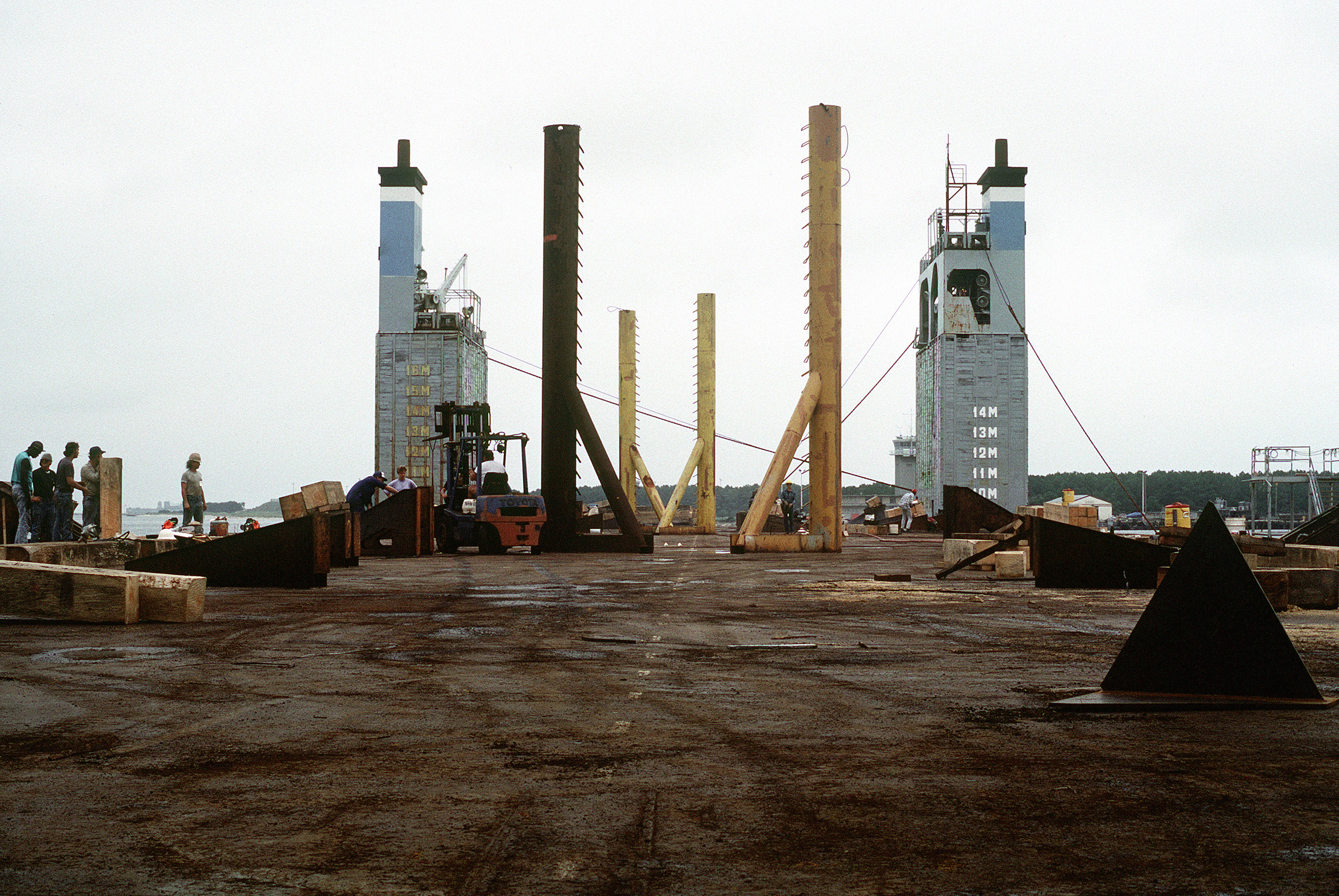
Réserves de flottabilité arrière et pont du Super Servant 3.

La fonction des réserves de flottabilité arrière varie : sur les Super Servant, elles sont fixes et contiennent les cheminées et les entrées d'air pour les moteurs. Sur les Mighty Servant et les Kou, ces réserves peuvent être déplacées indépendamment sur des rails temporaires ; un logement spécial est prévu à l'avant. Sur le Transshelf et les Marlin, le système est mixte : la réserve tribord abrite la cheminée et l'entrée d'air moteur, la réserve bâbord est indépendante et peut être déplacée. Dans certaines situations exceptionnelles, la réserve tribord peut être enlevée le temps du chargement, en coupant les tuyaux et les plaques de métal au chalumeau, et en les soudant à nouveau une fois le chargement effectué.
Au sommet de ces réserves se trouvent des guindeaux servant à l'amarrage au port mais surtout au positionnement exact de la cargaison afin de l'immobiliser le temps du chargement. Lorsque les réserves sont amovibles, leur flottabilité est remplacée par des lests solides faisant office d'ancres mobiles, maintenus en tension par l'intermédiaire de cordages reliés aux guindeaux en question.

### Cargaison supplémentaire
Les Mighty Servant ont une cale principale inondable qui peut aussi servir au transport de marchandises ; un mât Stuelcken permet le chargement. Le Transshelf dispose d'une petite cale, sans grue ; les Marlin ne peuvent pas embarquer d'autre cargaison.
En revanche, la classe des Swan dispose de douze citernes recouvertes d'époxy chauffées par des bobines en acier inoxydable pouvant embarquer du pétrole raffiné, afin de rentabiliser les voyages à vide. Cependant, ces citernes sont aussi utilisées comme ballasts et doivent donc être nettoyées avant une submersion et les collecteurs démontés. L’American Cormorant est également un transporteur de brut reconverti.

## Développements futurs

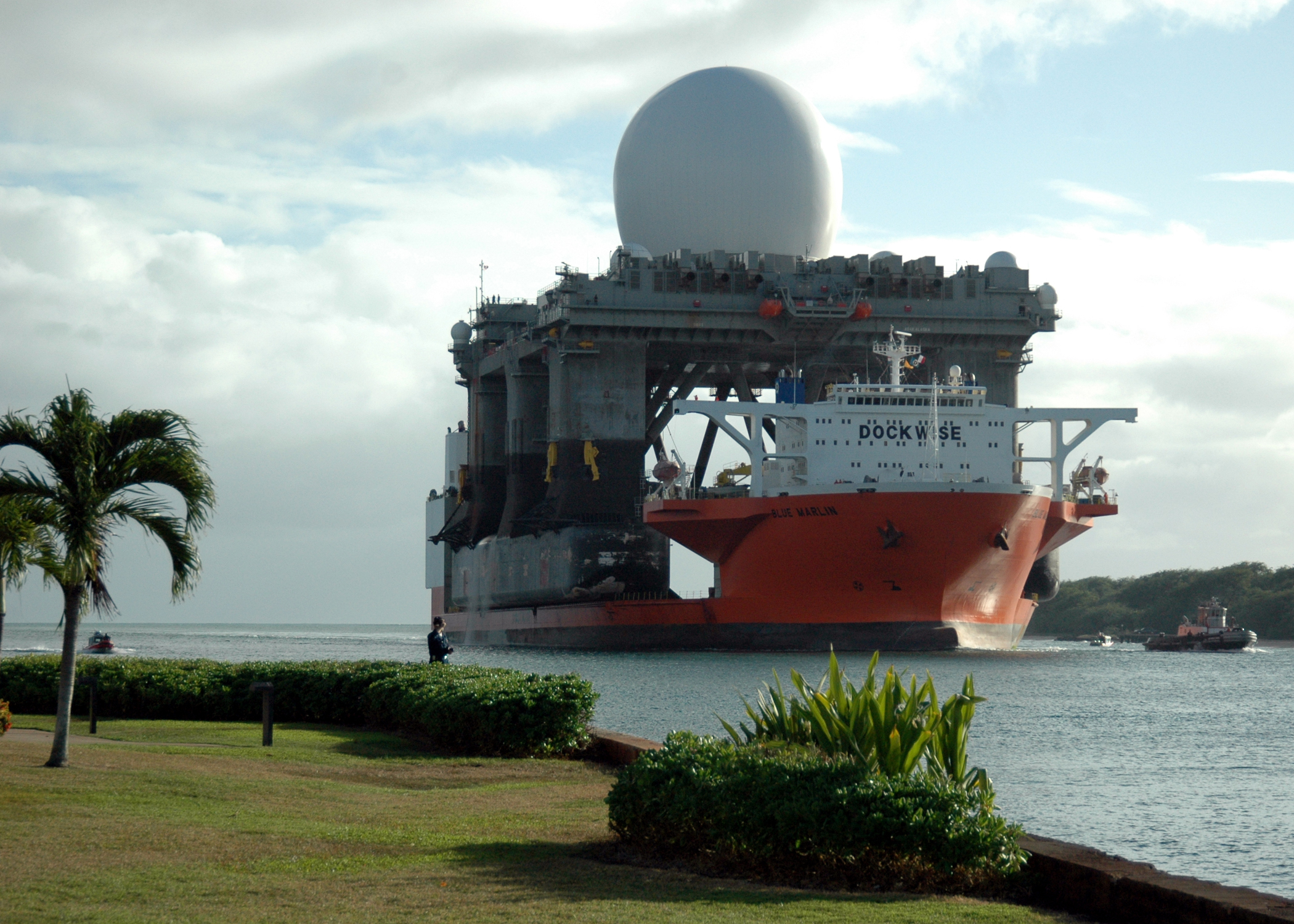
Le Blue Marlin transportant une plate-forme radar début 2006.

Depuis le début des années 2000, de nouvelles plates-formes de forage et d'exploitation sont construites après une période creuse. Leur taille augmente sans cesse afin d'exploiter des gisements plus profonds, et des études sont réalisées afin de pouvoir transporter ces mastodontes. L'agrandissement du Blue Marlin en 2003 a permis de porter sa charge utile à 73 000 tonnes, après le Mighty Servant 1 qui avait également été agrandi en 1998 pour augmenter sa profondeur de submersion. Un nouveau navire d'un port en lourd de 83 000 tonnes est à l'étude mais sa viabilité financière est remise en question.
Parmi les alternatives possibles, on trouve la possibilité d'utiliser deux semi-submersibles en tandem, afin de maximiser à la fois la charge utile et la stabilité. Les deux navires devraient alors être reliés de façon temporaire par des bras en acier, à la manière d'un catamaran. L'US Navy s'est également intéressée à ces navires à la suite d'attentats contre ses navires, montrant le besoin de les rapatrier sans un dangereux remorquage. Le concept de semi-submersible « convertible » est à l'étude, dans lequel les flancs du navire peuvent être abaissés pour agrandir l'espace du pont, ou relevés pour servir de dock-ship de taille Panamax en protégeant la cargaison.